# Droga krajowa nr 3 (Japonia)
Droga krajowa nr 3 (jap. 国道3号 Kokudō san-gō) – jedna z dróg krajowych przebiegających na terenie wyspy Kiusiu w Japonii. Łączy stolice prefektur Kagoshima (Kagoshima), Kumamoto (Kumamoto) i Fukuoka (Fukuoka) biegnąc przez Kurume. Północny koniec drogi nr 3 zlokalizowany jest w dzielnicy Moji miasta Kitakyūshū, gdzie łączy się z drogą nr 2. Całkowita długość szlaku wynosi 392,1 km. 

## Podstawowe dane
- Długość: 392,1 km (243,7 mi)
- Początek: Moji, Kitakyūshū (zaczyna się w miejscu końca przebiegu drogi nr 2)
- Koniec: Kagoshima (kończy się w miejscu połączenia z drogami nr 10, 58, 224, 225 i 226)
- Ważniejsze miejscowości: Kitakyūshū, Fukuoka, Kurume, Kumamoto, Kagoshima

## Historia
- 4 grudnia 1952: Droga krajowa nr 3 I klasy (z Kitakyūshū do Kagoshimy)
- 1 kwietnia 1965: Droga krajowa nr 3 (z Kitakyūshū do Kagoshimy)

## Odcinki wspólne
- Moji (Węzeł Oimatsu-Park) - Kokurakita (Węzeł Mihagino): droga 10
- Kurume - Yamaga (Węzeł Chuo Street): droga 325
- Yamaga (Węzeł Nishiue-machi - Węzeł Suido-cho): droga 443
- Kumamoto (Węzeł Ueki-machi Mouno - Węzeł Suido-cho): droga 208
- Kumamoto (Węzeł Chikami-machi) - Uto (Węzeł Matsuwara): droga 57
- Kumamoto (Węzeł Suido-cho) - Yatsushiro (Węzeł Hagiwara-machi): droga 219
- Kagoshima Oyamada-cho (Węzeł Oyamada-cho - Park Centralny): droga 328